# Liste von Lokomotiven auf der Weltausstellung Paris 1867
Die Liste von Lokomotiven auf der Weltausstellung Paris 1867 führt die 32 Lokomotiven auf, die an der Ausstellung gezeigt wurden.

## Technische Trends
Die meisten Güterzuglokomotiven waren mit drei Kuppelachsen ausgeführt, die Personenzuglokomotiven meist mit zwei Kuppelachsen und einer Laufachse, die vor oder hinter den Kuppelachsen angeordnet war. Die Bauart der Single-Lokomotive mit nur einem einzigen großen Treibradsatz war um diese Zeit bereits überholt. Viele Lokomotiven waren als Tenderlokomotiven ausgeführt. Geschlossene Führerstände gab es noch nicht, viele hatten gar kein Führerhaus oder nur die als Lunette ‚Brille‘ bezeichnete Vorderwand ohne Dach, die dem Fahrpersonal als Windschutz diente. Die meisten Bahnverwaltungen verwendeten die früher übliche Koksfeuerung nicht mehr, sondern hatten bereits zur Feuerung mit Steinkohle gewechselt.

## Schnellzuglokomotiven
| Land                   | Bahngesellschaft        | Kürzel | Baureihe, Nummer | Hersteller                  | Bauart | Bemerkung | Quelle      | Bild |
| ---------------------- | ----------------------- | ------ | ---------------- | --------------------------- | ------ | --- | ----------- | ---- |
| Vereinigtes Königreich | Great Eastern Railway   | GER    | W-Klasse Nr. 299 | Schneider & Company         | 1A1 n2 | | [ 3 ] [ 4 ] |      |
| Ägypten                | Ägyptische Staatsbahnen | ENR    |                  | Robert Stephenson & Company | 1A1 n2 | Fabriknummer 2012. Nach der Ausstellung von der ägyptische Eisenbahnverwaltung übernommen.                                                                                             | [ 3 ] [ 6 ] |      |
| Vereinigtes Königreich | (ohne Bahngesellschaft) |        |                  | Lilleshall Company          |        | einzige von Lilleshall gebaute Schnellzuglokomotive, nach der Ausstellung zu einem Dreikuppler-Tenderlokomotive umgebaut und an die Cannock & Rugeley Colliery Company (CRC) verkauft. | [ 3 ] [ 8 ] |      |

## Personenzuglokomotiven
| Land                   | Bahngesellschaft                                | Kürzel | Baureihe, Nummer                         | Hersteller                                    | Bauart | Bemerkung | Quelle               | Bild |
| ---------------------- | ----------------------------------------------- | ------ | ---------------------------------------- | --------------------------------------------- | ------ | --- | -------------------- | ---- |
| Frankreich             | Compagnie du chemin de fer de Paris à Orléans   | PO     |                                          | PO-Werkstatt Ivry                             | 1B n2  | erbaut 1864, Schnellzugsdienst auf den Strecken Périgueux–Agen und Périgueux–Capdenac-Gare mit Steigungen von 12,5 bis 16 ‰. Tenbrink-Feuerung                        | [ 9 ] [ 10 ]         |      |
| Frankreich             | Paris–Lyon–Méditerranée                         | PLM    |                                          | PLM-Werkstatt                                 | B1 n2  | mit Gegendampfbremse | [ 12 ]               |      |
| Frankreich             | Chemins de fer du Nord                          | Nord   | Nord 451–480                             | Cail & Company                                | B1 n2  | umgebaut aus älteren Lokomotiven, die eine innengelagerte Laufachse hatten                                                                                            | [ 13 ] [ 14 ]        |      |
| Baden                  | Großherzoglich Badische Staatseisenbahnen       | BadStB | Badische XIV, ab 1868 als IVa bezeichnet | Grafenstaden                                  | B n2   | | [ 15 ]               |      |
| Vereinigtes Königreich | London, Brighton and South Coast Railway        | LB&SCR | Nr. 248 HOVE                             | Kitson & Company, Leeds                       | 1B n2  | | [ 16 ]               |      |
| Vereinigte Staaten     | (ohne Bahngesellschaft)                         |        | THE AMERICA                              | Grant Locomotive Works, Paterson (New Jersey) | 2'B n2 | Typische American-Lokomotive mit schlankem Kessel, großer Stirnlampe und Kuhfänger. Kessel, Kamin, Schieberkasten und Zylinder mit dekorativer Neusilber-Verkleidung. | [ 17 ] [ 18 ] [ 1 ]  |      |
| Kongresspolen          | Warschau-Terespoler Eisenbahn                   |        |                                          | G. Sigl, Wien                                 | 1B n2  | Lokomotive für Russische Breitspur (1524 mm) | [ 19 ] [ 20 ]        |      |
| Oldenburg              | Großherzoglich Oldenburgische Staatseisenbahnen | OGE    | Oldenburgische G 1 Nr. 11 LANDWÜHRDEN    | Krauß & Company                               | B n2t  | erste von Krauss in München gebaute Lokomotive, ausgerüstet mit Rahmenwassertank System Krauss                                                                        | [ 21 ] [ 22 ]        |      |
| Britisch-Indien        | East Indian Railway Company                     | EIR    |                                          | Emil Keßler                                   | 1B n2  | Lokomotive für Indische Breitspur (1676 mm) | [ 23 ] [ 24 ]        |      |
| Preußen                | Cöln-Mindener Eisenbahn                         | CM     | KÖNIG WILHELM                            | Borsig                                        | 1B n2  | Fabriknummer 2000 | [ 25 ] [ 26 ] [ 27 ] |      |
| Sachsen                |                                                 |        |                                          | Richard Hartmann                              | 1B n2  | | [ 28 ]               |      |
| Belgien                | Chemins de fer de l’État belge                  | EB     |                                          | Cockerill                                     | 1B n2  | Fabriknummer 656, Belpaire-Stehkessel | [ 28 ] [ 29 ]        |      |

## Tenderlokomotiven für Nebenbahnen
| Land                   | Bahngesellschaft                                       | Kürzel | Baureihe, Nummer | Hersteller                                         | Bauart | Bemerkung                                                                    | Quelle        | Bild |
| ---------------------- | ------------------------------------------------------ | ------ | ---------------- | -------------------------------------------------- | ------ | ---------------------------------------------------------------------------- | ------------- | ---- |
| Frankreich             | Compagnie des Mines de Houille de Blanzy Chagot et Cie |        | CREUSOT          | Schneider & Company                                | B n2t  | Schmalspurlokomotive                                                         | [ 30 ] [ 31 ] |      |
| Frankreich             | Société Boigues, Rambourg & Cie                        |        |                  | Société de Commentry, Fourchambault et Decazeville | C n2t  | Meterspurlokomotive, eingesetzt auf der Bahnstrecke Commentry–Montluçon      | [ 32 ]        |      |
| Vereinigtes Königreich |                                                        |        |                  | Henry Hughes & Company                             | B n2t  | Lokomotive für Gruben- und Industriebahnen mit Satteltank und Scheibenrädern | [ 33 ]        |      |
| Vereinigtes Königreich |                                                        |        | PRINCE-IMPÉRIAL  | Ruston, Proctor and Company                        | B n2t  | Lokomotive für Gruben- und Industriebahnen mit Satteltank                    | [ 34 ]        |      |
| Belgien                |                                                        |        |                  | Marcinelle & Couillet                              | B n2t  |                                                                              | [ 35 ] [ 36 ] |      |

## Güterzuglokomotiven
| Land                 | Bahngesellschaft                              | Kürzel | Baureihe, Nummer                           | Hersteller                                     | Bauart   | Bemerkung | Quelle        | Bild |
| -------------------- | --------------------------------------------- | ------ | ------------------------------------------ | ---------------------------------------------- | -------- | --- | ------------- | ---- |
| Frankreich           | Chemin de Fer du Midi                         | Midi   | PIC DU MIDI                                | Midi-Werkstatt Bordeaux                        | C n2     | Lokomotive für Personen- und Güterzüge, geeignet für Steigungen von 10 bis 17 ‰ | [ 37 ] [ 38 ] |      |
| Frankreich           | Chemins de fer de l’Est                       | Est    | 1000 oder 1001                             | Grafenstaden                                   |          | Lokomotive mit Triebtender. Die Triebtender wurden 1873 entfernt und die Lokomotiven 1886 zu Tenderlokomotiven umgebaut. | [ 40 ] [ 41 ] |      |
| Frankreich           | Chemins de fer du Nord                        | Nord   | Nord 851–874                               | Cail & Company                                 | D n2     | | [ 42 ]        |      |
| Frankreich           | Compagnie du chemin de fer de Paris à Orléans | PO     |                                            | PO-Werkstatt Ivry                              | E n2t    | Einsatz als Schiebelokomotive auf der Strecke Aurillac–Murat im Département Cantal auf einer Strecke mit 30 ‰ und 300 m-Bogen | [ 43 ] [ 44 ] |      |
| Frankreich           | Chemins de fer du Nord                        | Nord   | Nord 601–620                               | Établissements Ernest Goüin et Cie.            | CC n4t   | Duplex-Lokomotive System Petiet mit Dampftrocknungstrommel | [ 45 ] [ 46 ] |      |
| Frankreich           |                                               |        | Nr. 1 ST. LAURENT                          | Schneider & Company                            | C n2t    | erbaut 1859 | [ 47 ]        |      |
| Australien           | Queensland Railways                           | QR     |                                            | James Cross and Company, St Helens, Merseyside | C'C' n4t | Fairlie-Lokomotive für Kapspur. Vermutlich wurde an der Ausstellung nur eine Zeichnung und ein Modell präsentiert. Die drei Lokomotiven wurden als Bausätze nach Australien geliefert. Nachdem die erste Lokomotive auf der Probefahrt entgleiste, wurden die Bausätze nach England zurückgesandt, zu Normalspurlokomotiven umgebaut. Zwei gelangten nach Argentinien zur Central Argentine Railway, die dritte nach Wales zur Burry Port and Gwendraeth Valley Railway | [ 48 ]        |      |
| Kaisertum Österreich | Kaiser Ferdinands-Nordbahn                    | KFNB   |                                            |                                                | C n2     | Vermutlich nur Zeichnung präsentiert | [ 49 ]        |      |
| Russland             | Moskau-Kursk-Eisenbahn                        |        | Baureihe Б                                 | G. Sigl, Wien                                  | D n2     | Lokomotive für Russische Breitspur (1524 mm) mit Holzfeuerung | [ 50 ] [ 51 ] |      |
| Baden                | Großherzoglich Badische Staatseisenbahnen     | BadStB | Badische X d, ab 1868 als VII a bezeichnet | Maschinenbau-Gesellschaft Karlsruhe            | C n2     | | [ 52 ]        |      |
| Luxemburg            | Wilhelm-Luxemburg-Bahn                        | GL     |                                            | Compagnie Belge                                | C n2     | | [ 53 ]        |      |
| Belgien              |                                               |        |                                            | Carels, Gent                                   | C n2t    | | [ 54 ] [ 55 ] |      |
| Spanien              | Ferrocarril de Santander a Alar del Rey       |        |                                            | Société de Saint-Léonard, Lüttich              | 2'C n2t  | | [ 56 ] [ 57 ] |      |

## Lokomotiven für außergewöhnliche Steigungs- und Krümmungsverhältnisse
(Der Titel dieser Kategorie wurde vom Bericht über die Welt-Ausstellung zu Paris im Jahre 1867 übernommen.)
| Land                          | Bahngesellschaft                                      | Kürzel | Baureihe, Nummer  | Hersteller                          | Bauart   | Bemerkung | Quelle | Bild                                                   |
| ----------------------------- | ----------------------------------------------------- | ------ | ----------------- | ----------------------------------- | -------- | --- | ------ | ------------------------------------------------------ |
| Frankreich Königreich Italien | Mont-Cenis-Bahn                                       |        |                   | Établissements Ernest Goüin et Cie. |          | Fell-Lokomotive | [ 59 ] | Längsschnitt Grundriss                                 |
| Kaisertum Österreich          | Österreichisch-ungarische Staatseisenbahngesellschaft | StEG   | StEG I STEYERDORF | Lokomotivfabrik der StEG            | C+B+2 n3 | An der Weltausstellung London 1862 gezeigte Stütztenderlokomotive System Engerth-Fink der Banater Montanbahn, die um einen Zusatztender verlängert gezeigt wurde. | [ 60 ] | Das Bild zeigt den Zustand um 1862 ohne zweiten Tender |